# Збірна Барбадосу з футболу
Збі́рна Барбадо́су з футбо́лу — національна футбольна команда, що представляє Барбадос у міжнародних матчах з футболу. Контролюється Футбольною асоціацією Барбадосу.
Станом на 3 квітня 2025 посідає 176-e місце у рейтингу футбольних збірних світу.

## Чемпіонат світу
- 1930–1974 — не брала участі
- 1978 — не пройшла кваліфікацію
- 1982 — не брала участі
- 1986 — знялася з турніру
- 1990 — не брала участі
- 1994–2022 — не пройшла кваліфікацію

## Золотий кубок КОНКАКАФ
- 1963–1973 — не брала участі
- 1977 — не пройшла кваліфікацію
- 1981 — знялася з турніру
- 1985–1989 — не брала участі
- 1991 — не брала участі
- 1992–2025 — не пройшла кваліфікацію